# Iglesia de San Juan Bautista (Salt Lake City)
La Iglesia de San Juan Bautista o bien la Parroquia de San Juan Bautista (en inglés: St. John the Baptist Parish) es el nombre que recibe un edificio religioso que funciona como una iglesia de la parroquia católica local que se encuentra en Draper, una localidad del estado de Utah al oeste de los Estados Unidos. Es parte del Centro Católico Skaggs junto a la Secundaria Católica Juan Diego (Juan Diego Catholic High School), Saint John the Baptist Middle School, la Escuela elemental de San Juan Bautista (Saint John the Baptist Elementary School), y la Guardería Ángel de la Guarda (Guardian Angel Daycare).